# Enric Balaguer Pascual

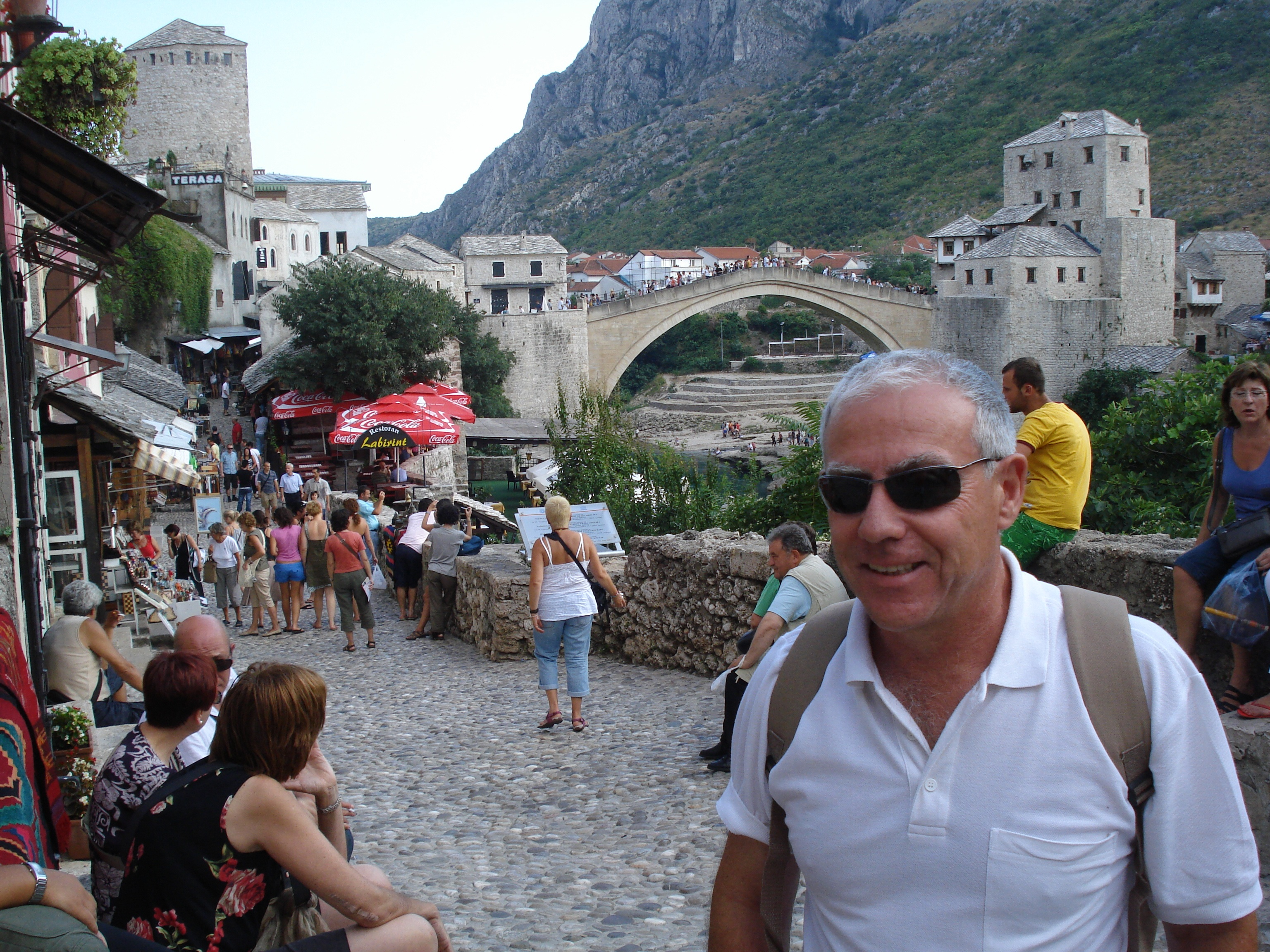
L'autor a Mostar el 2010

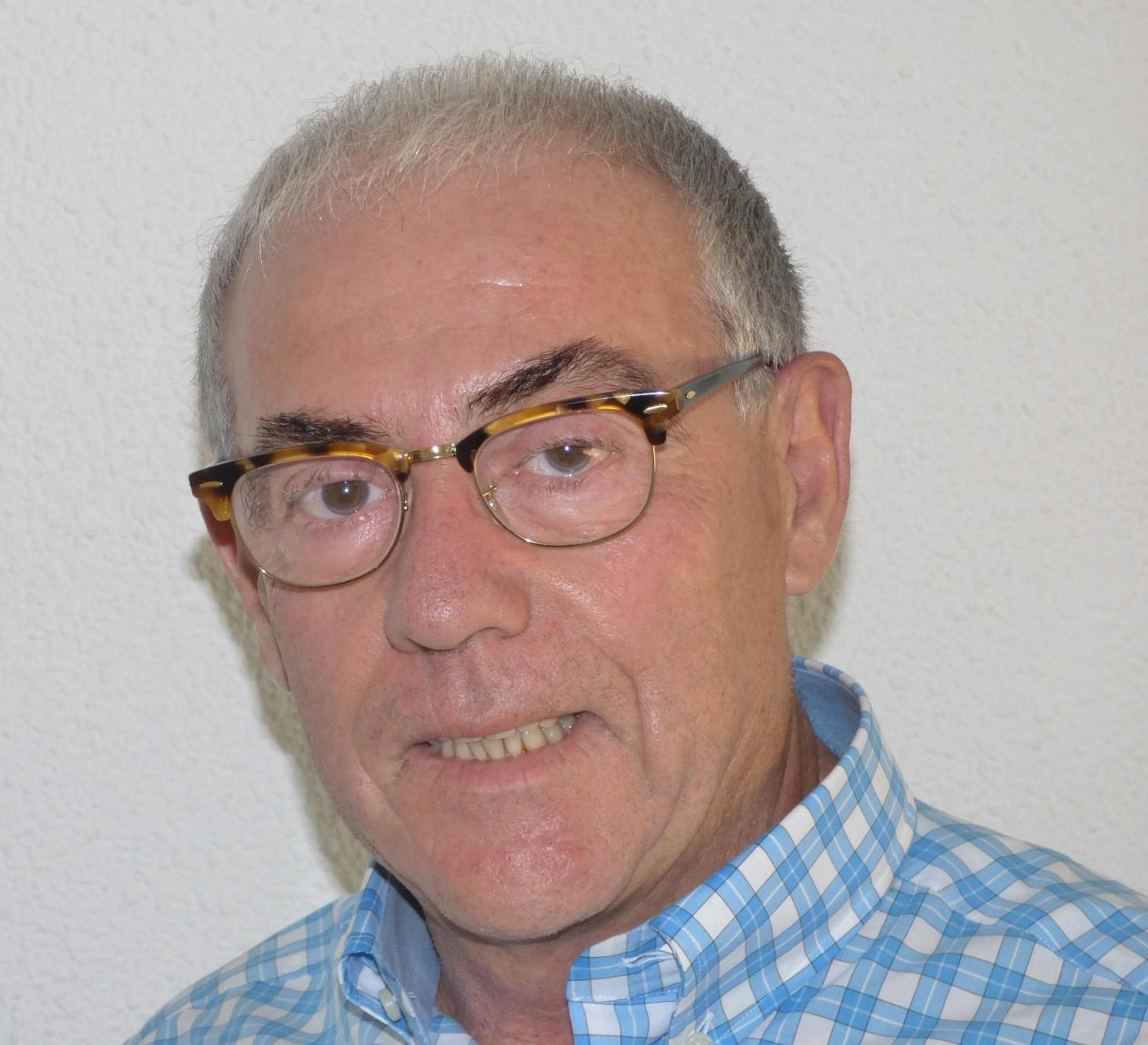
L'autor el 2016

Enric Balaguer Pascual (El Castell de Guadalest, 1959) és assagista i professor de literatura a la Universitat d'Alacant. Sobre la infantesa i el període de formació hom pot consultar l'entrevista realitzada per Joan Borja en "La veu dels llibres". Ha realitzat estudis sobre autors i aspectes de la literatura de postguerra i de la literatura actual. Col·labora en la premsa, en publicacions com ara el diari Información, i en revistes com El Temps, L'Aiguadolç, Caràcters o La veu del País Valencià i a través del bloc "A tall d'invocació".
Entre els seus llibres d'estudi destaquen Dinou poetes dels seixanta (1987), Poesia, alquímia i follia. Una aproximació a l'obra poètica de Josep Palau i Fabre (1995), Els colors i les paraules. Notes sobre Joan Fuster i la pintura (2007), així com nombrosos articles sobre Joan Salvat-Papasseit, Joan Puig i Ferreter, Joan Fuster, Mercè Rodoreda, Quim Monzó, Jordi Pere Cerdà.
Paper reciclat (1995) és un primer recull d'assajos diversos que mostren una geografia personal molt relacionada amb els temes del nostre temps. El darrer text esbossa un diccionari abreujat de la postmodernitat. Fulls de ruta (2002) és un recull de columnes escrites al diari Información d'Alacant, en les pàgines d' "Arte y letras" i amb el títol de "Travessies" que es publicaren des de 1996 fins al 2001. Els textos són, fonamentalment, comentaris d'obres de literatura i de cinema, i també hi ha anotacions de llocs i de paisatges. Contra la modernitat i altres quimeres. Nou assaigs sobre el segle XX (2002), és un recull de textos que comenten fets o processos que han posat en crisi el llegat il·lustrat: des de la percepció de la identitat, passant per fets com l'Holocaust o els desapareguts de les repúbliques sud-americanes o els canvis al voltant de la percepció del llenguatge. En definitiva, un recorregut per alguns dels punts crucials del segle xx. La totalitat impossible (2006),refleixona sobre una condició que marca la quotidianitat (laboral, social, familiar, artística, psicològica...) dels nostres dies: la fragmentació. Segons diu en una de les seues pàgines "Bona part de nosaltres contaminem de forma excessiva i militem en l'ecologisme o ens hi sentim propers; som partidaris de la creació artesana i comprem en grans superfícies comercials; ens veiem embolcallats d'una burocràcia que ens transmuta en números de pòlissa i defensem la singularitat artística. Constantment, som uns convidats de l'escissió". El llibre formula els múltiples interrogants que suscita el tema: a què es deu la fragmentació? Quins efectes provoca? I, sobretot, què podem fer per a unir i no separar? En definitiva, com podem combatre la fragmentació.

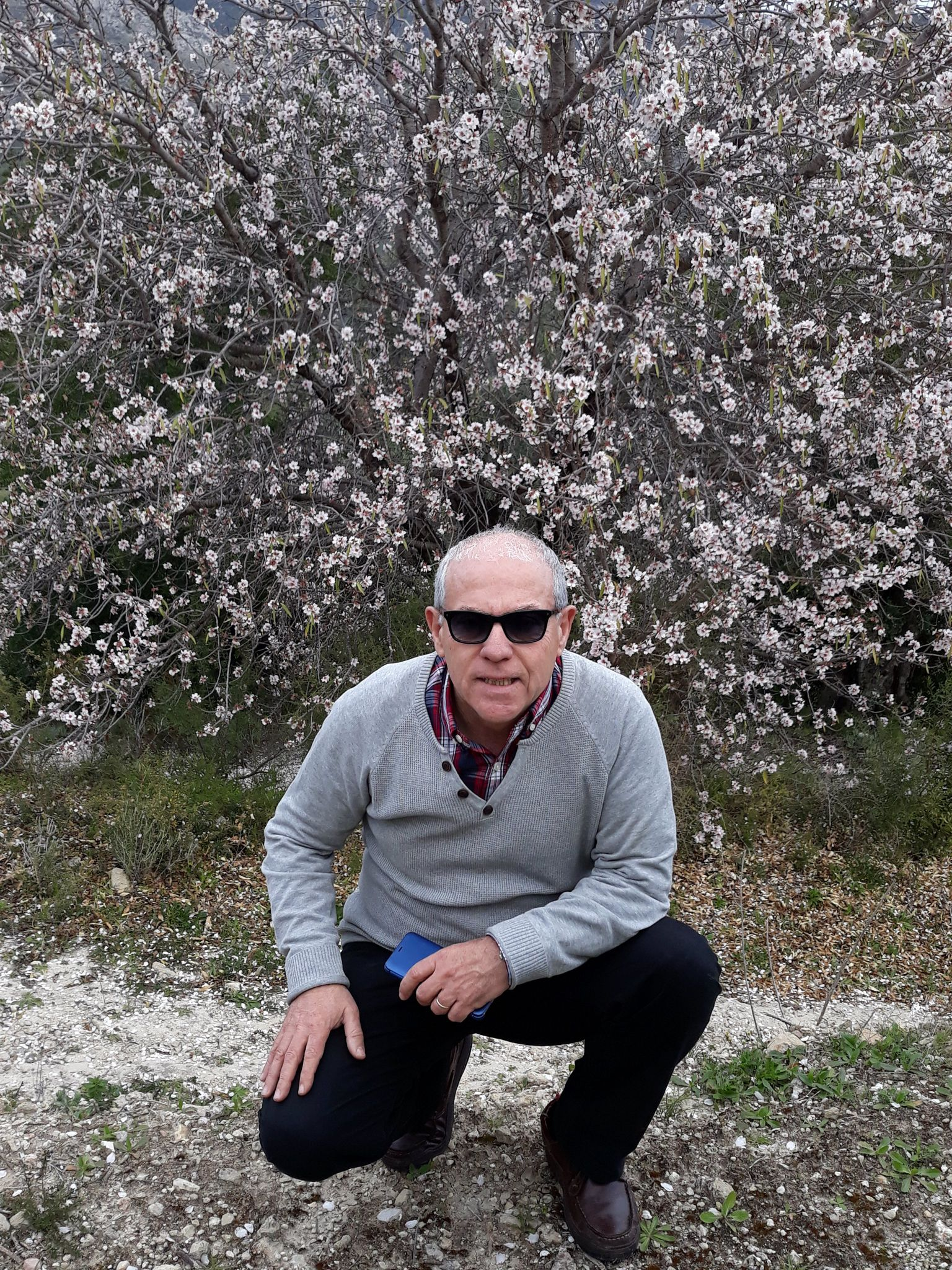
Fotografia febrer 2022

El 2009 va publicar el diari La casa que vull (2009) amb què guanyà el "19è premi Rovira i Virgili". Del llibre, Joan Garí ha destacat que l'autor "Hi barreja amb naturalitat el seu budisme amb la seua topofília"
El darreres llibres d'assaig són: La vulgaritat i altres tribulacions dels nostres dies (2010), un conjunt de sis assajos on aborda aspectes del món dels nostres dies: la banalitat i la vulgaritat, l'acceleració del temps, la vida de les grans superfícies comercials, la literatura d'autoajuda, les relacions sentimentals i de parella i el tema de la identitat en l'era de la globalitzazió. Constel·lacions postmodernes (2015) comprén dotze assajos sobre el món literari, cinematogràfic i televisiu de les darreres dècades.L'assaig que obri el recull "Narcisos i Dionisos", recorre un dels caires més incisiu de la societat de les darreres dècades marcat per l'individualisme i l'hedonisme. El desert i altres palpitacions del nou segle (2016), recull 16 petits assajos que aborden des de qüestions relacionades amb la memòria històrica, la solidaritat i els seus límits, la violència i la globalització. En paraules de Josep Manuel San Abdon és "un llibre que ens convida a la reflexió, a la lectura i a la vida pausada, antídots necessaris per fer front a una societat mercantilitzada, deshumanitzada i banal".
El 2022 va aparèixer El llibreter Mendel i altres relats un conjunt de contes que ens aproximem a l'entorn de l'autor. L'escriptor i crític Manuel Alonso  ha comentat amb molta fondària.
El 2023 va aparèixer, amb un pròleg d'Enric Sòria, Punts de fuga. Pensar, crear, resistir, un conjunt de vint-i-un assajos que segueix el fil dels llibres anteriors. Al costat d'algun temes candents (la postveritat, la destrucció urbanístics o les celebritats), l'autor hi esmerça reflexions sobre les contribucions de la literatura i les arts en la transformació de l'individu. Alguns petits assajos, com ara "Els marges de pedra", s'endinsem en el comentari de la terra i de la natura. En tot moment, s'hi desprén una actitud a favor de considerar-la més que un simple receptacle, car demana respecte i estima. En la manera de considerar-la autors com Perejaume o Ponç Pons, que es glossen en sengles textos, trobem aquestes dues actituds. L'esperit del llibre, com sintetitza el subtítol, malda per alimentar un pensament crític i la creació coma estratègies de resistència contra la banalitat, el conformisme i la colonització mental.

## Premis
- Premi Ramon Muntaner de la revista Saó (1991): "Per una literatura amb arrels pròpies".
- Premi Vila i Casas d'assaig (1995): "Aromes orientals en l'obra de Marià Manent".
- Finalista en el premi d'assaig Josep Vallverdú (2001): Contra la modernitat i altres quimeres.
- Premi d'assaig de la Generalitat Valenciana amb (2005): La totalitat impossible.
- Premi d'Assaig Breu Penya Joan Santamaria (2007): Literatura i imaginari nacional.
- 19è Premi Rovira i Virgili (2008): La casa que vull.
- XX Premi de la Crítica dels Escriptors Valencians d'assaig (2010): La casa que vull.